# Mary Everest Boole

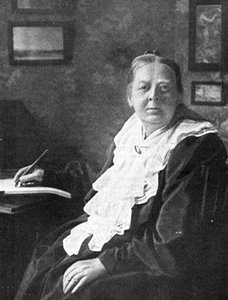
Mary Everest Boole

 Mary Everest Boole (* 11. März 1832 in Wickwar, Gloucestershire, England; † 17. Mai 1916) war eine englische Autodidaktin, Mathematikerin und Autorin didaktischer Bücher in Mathematik.

## Leben und Werk
Everest Boole war die Tochter von Reverend Thomas Roupell Everest und Mary Ryall. Aus gesundheitlichen Gründen ihres Vaters zog ihre Familie 1837 nach Poissy in der Nähe von Paris in Frankreich, um von Samuel Hahnemann, Begründer der Homöopathie, behandelt zu werden. Während ihres Aufenthalts in Frankreich wurde sie zweisprachig in Französisch und Englisch aufgezogen. Sie besuchte die Schule, wurde von einer Gouvernante unterrichtet und ein Monsieur Deplace lehrte sie Methoden zur Lösung mathematischer Probleme.  1843 zog die Familie nach England zurück. Da sie als Frau nicht an der Universität studieren durfte, unterrichtete sie sich selbst aus Mathematikbüchern. Sie besuchte die Schule für kurze Zeit, wurde aber bald aus der Ausbildung genommen, um Assistentin ihres Vaters zu werden. Sie bekam dadurch praktische Unterrichtserfahrungen in der Sonntagsschulklasse sowie Erfahrung im Schreiben, um ihrem Vater bei seinen Predigten zu helfen.
1843 kehrte der Bruder ihres Vaters George Everest aus Indien zurück, wo er im Rahmen der Landvermessung für die Great Trigonometrical Survey gearbeitet hatte und der Mount Everest nach ihm benannt wurde. Sie verbrachte viele Stunden mit ihm, wo er sie ermutigte und ihr von seinen Erfahrungen erzählte. Als sie 1850 ihren Onkel, den Professor für Griechisch, John Ryall in Irland besuchte, lernte sie den Mathematiker George Boole kennen. Zwei Jahre korrespondierten sie mit ihm, wobei sich ein Großteil der Briefe auf Mathematik und Naturwissenschaften bezog. Nachdem 1855 ihr Vater starb und sie ohne Unterstützung zurückließ, heiratete sie Boole nach einer kurzen Verlobung 1855 in Wickwar. Sie lebten in Irland und bekamen von 1856 bis 1864 fünf Töchter. Sie schloss sich Booles Gruppe von Schülern an und arbeitete zusammen mit ihnen an der Überarbeitung des Manuskripts ihres Ehemannes über The Laws of Thought mit. George Boole starb 1864 und sie kehrte nach England zurück, wo ihr dank Frederick Denison Maurice die Stelle als Bibliothekarin am Queens’ College (Cambridge) in London angeboten wurde. Sie unterrichtete auch privat Studenten dieser Universität in Mathematik und entwickelte eine Unterrichtsphilosophie, die die Verwendung natürlicher Materialien und körperlicher Aktivitäten beinhaltet, um ein fantasievolles Konzept der Mathematik zu fördern. Sie lebte in London und schrieb im Dezember 1866 an Charles Darwin. Diese Kommunikation verwendete sie als Grundlage für ihr Buch The Message of Psychic Science for Mothers and Nurses, das sie 1868 vollendete, aber erst 1883 veröffentlichte. Aufgrund einer Kontroverse über eines ihrer Bücher musste sie am College kündigen.
Sie lebte dann 1871 mit ihrem unverheirateten Onkel Robert Everest in Sunninghill, Berkshire. Kurz darauf arbeitete sie als Sekretärin bei dem Chirurgen und Autor James Hinton, der 1875 starb. 1881 lebte sie laut Volkszählung als Rentnerin mit ihrer Tochter Margaret in London. Im Alter von 50 Jahren begann sie eine Reihe von Büchern und Artikeln zu schreiben. Ihr Buch The Preparation of the Child for Science wurde in den ersten Jahrzehnten des 20. Jahrhunderts als wesentlich für den Unterricht an englischen und amerikanischen Schulen angesehen.
Ihre fünf Töchter haben sich in verschiedenen Bereichen einen Namen gemacht. Alicia Boole Stott wurde Expertin für Geometrie. Ethel Lilian heiratete den polnischen Revolutionär Wilfrid Michael Voynich und war Autorin einer Reihe von Werken, darunter The Gadfly. Mary Ellen Boole war mit Hintons Sohn, dem Mathematiker Charles Howard Hinton, verheiratet und Margaret war die Mutter des Mathematikers Geoffrey Ingram Taylor. Lucy Everest Boole war Chemikerin und wurde der erste weibliche Fellow des Royal Institute of Chemistry.

## Veröffentlichungen (Auswahl)
- 1884: Symbolical Methods of Study. Palala Press, 2016, ISBN 978-1357014889.
- 1889: Logic Taught by Love. Kessinger Publishing, 2010, ISBN 978-1166030735.
- 1903: Lectures on the Logic of Arithmetic. Palala Press, Mai 2016, ISBN 978-1355466130.
- 1904: The Preparation of the Child for Science. Cambridge Scholars Publishing, 2012, ISBN 978-1151335821.
- 1908: The Message of Psychic Science to the World. BiblioBazaar, 2009, ISBN 978-0559903571.
- The Mathematical Psychology of Gratry and Boole: Translated from the Language of the Higher Calculus Into That of Elementary Geometry. Forgotten Books, 2018, ISBN 978-1330868430.
- 1909: Philosophy and Fun of Algebra. Lightning Source UK Ltd, 2016, ISBN 978-1359873842[2].
- 1910: The Forging of Passion Into Power. Forgotten Books, 2018, ISBN 978-1330165539.
- 1924: The Message of Psychic Science for Mothers and Nurses.
- 1921: What One Might Say to a Schoolboy. ISBN 978-0852070505
- 1931: Mary Everest Boole Collected Works. London: The C W Daniel Company.